# Wondelgem
Wondelgem is een deelgemeente van de Belgische stad Gent, het was een zelfstandige gemeente tot aan de gemeentelijke herindeling van 1977. Het verstedelijkte Wondelgem ligt ten noorden van Gent-centrum, ten zuiden van de buurgemeente Evergem en ten noordoosten van de Gentse deelgemeente Mariakerke. Wondelgem telt twee parochies: Sint-Catharina (Wondelgem) en Sint-Godelieve (Westergem).

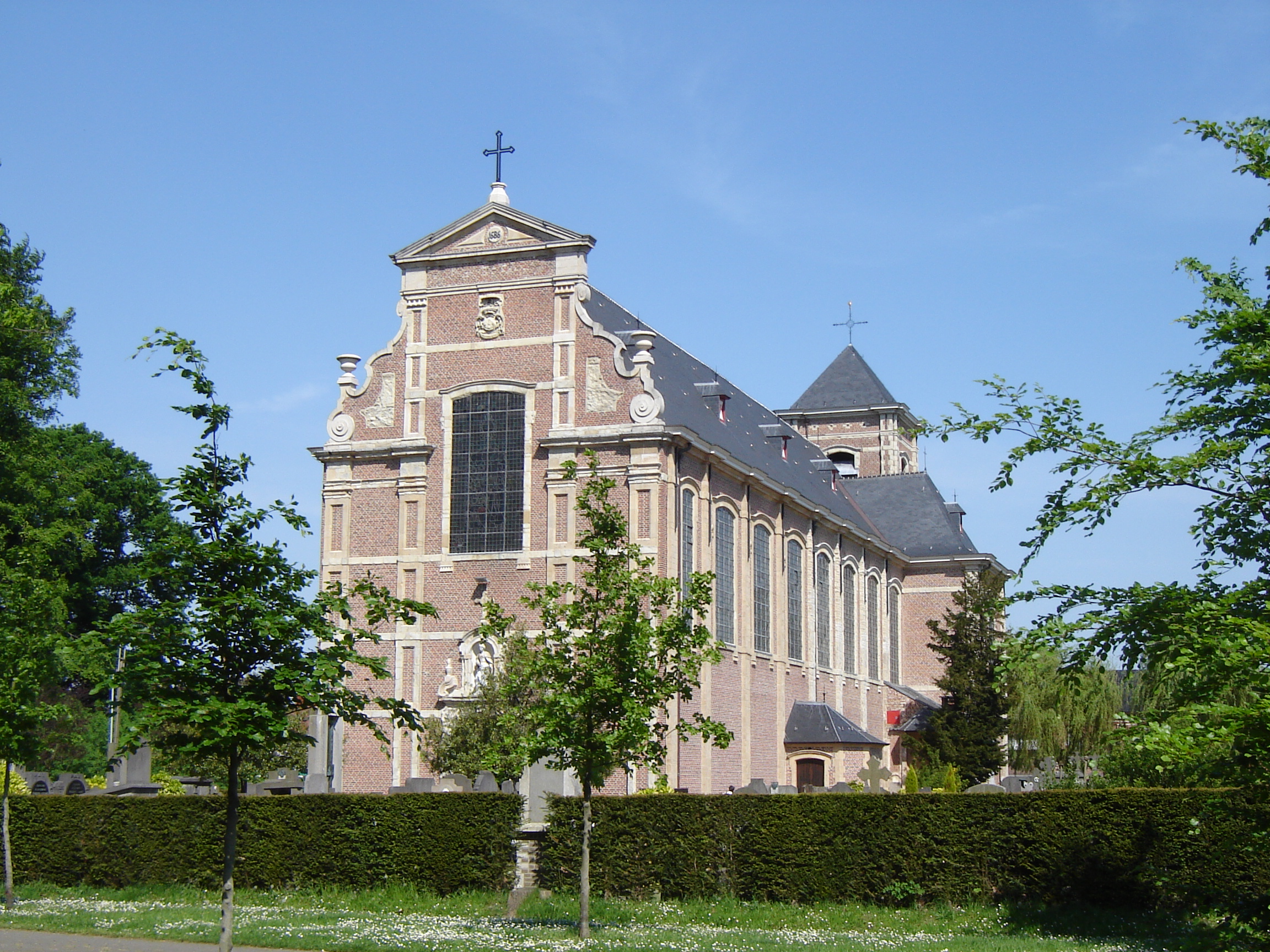
Sint-Catharinakerk in het centrum

## Geschiedenis

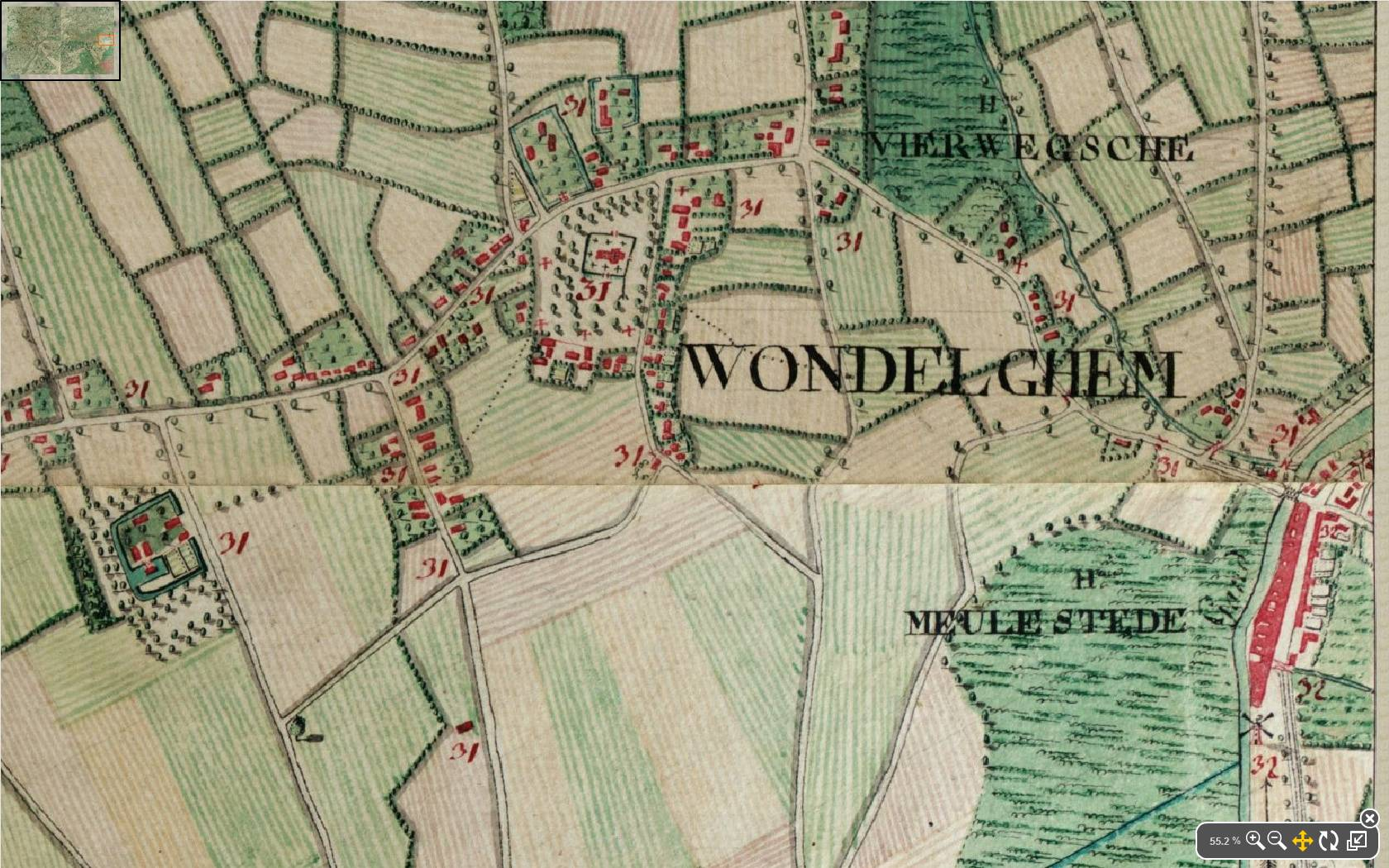
Wondelgem op de Ferrariskaart

De namen "Wondelgem" en "Vroonstalle" zijn Germaans en gaan terug tot de Merovingische tijd. Ze worden voor het eerst vermeld in een oorkonde van 5 mei 966. In deze oorkonde wordt de Sint-Baafsabdij van Gent in haar bezittingen bevestigd door Lotharius, koning van Frankrijk (954-986).
Tot deze bezittingen behoorden onder andere het oude dorp Wondelgem dat "villa Gundinglehem" werd genoemd en niet anders betekent dan "het domein waar vroeger de woonplaats van de lieden van Gundilo stond", alsook de "curtis dominicalis Fronestalla" wat de "Stede, erf van de heer van het domein" beduidt.
De nederzetting "Wondelgem" startte in de huidige Bloemekenswijk, aan het noordelijke uiteinde van de Maïsstraat. Naar aanleiding van de godsdienstoorlogen in de 17de eeuw, verlieten veel bewoners het dorp en vluchtten naar Gent, waardoor Wondelgem zo goed als verlaten werd
Later in de 18de eeuw werd Wondelgem een plaats waar rijkere Gentenaren een buitengoed of zomerverblijf met park aanlegden. Maar tot ver in de 19e eeuw was Wondelgem uitgesproken landelijk met veel moerassige zones.
Wondelgem veranderde daarna ingrijpend door de opkomst van de industrie, het graven van het kanaal Gent-Terneuzen, de bouw van een tramstelplaats en de aanleg van de spoorlijnen Gent-Eeklo en Gent-Zelzate. Halfweg de 20ste eeuw werd de Ringvaart gegraven.
Hierdoor kreeg Wondelgem enerzijds een industrieel karakter langs de ringvaart en een uitgesproken residentieel karakter gekenmerkt door een netwerk van nieuwe verkavelingen.
In 1977 kwam er de fusie met Gent. Sindsdien is Wondelgem deelgemeente van Gent.

### Lijst van burgemeesters van Wondelgem
- Door Franse overheid aangestelde ambtenaar 1795-1801
- Jan Baptist Drubbel 1801-1804
- L. Vissens 1804-1810
- Jan Leenesonne 1810-1818
- Charles Van Aken  1818-1824
- Constant Ghislain de Kerchove de Denterghem 1824-1830
- Judocus Vereecken 1830-1848
- Charles de Rodriguez d'ecora Y Vega 1848-1867
- Charles Van Laere 1867-1882
- Pieter Van Vinckt
- Serafin Van Cauwenberghe
- Pieter Cieters

## Benaming
Het toponiem Wondelgem komt voor het eerst voor in een oorkonde van 5 mei 966 waarin door koning Lotharius bevestigd wordt dat het dorp Wondelgem, toen nog Gundinglehem, toebehoorde aan de Sint-Baafsabdij. Deze oude benaming, "Gundinglehem”, betekende "het domein waar vroeger de woonplaats van de lieden van de Gundilo stond".
Met de tijd evolueerde de schrijfwijze van Gundinglehem naar Wondelgem.
- 966 Gundinglehem
- 1130 Gundlehem
- 1153 Gundelgem
- 1169 Gundelghem
- 1210 Gondelghem
- 1223 Wondelgem.

## Demografische ontwikkeling
- Bronnen:NIS, Opm:1831 tot en met 1970=volkstellingen; 1976 = inwoneraantal op 31 december
- 1920: afstand van een gebiedsdeel aan Gent (1253 inwoners)

## Bezienswaardigheden[2]

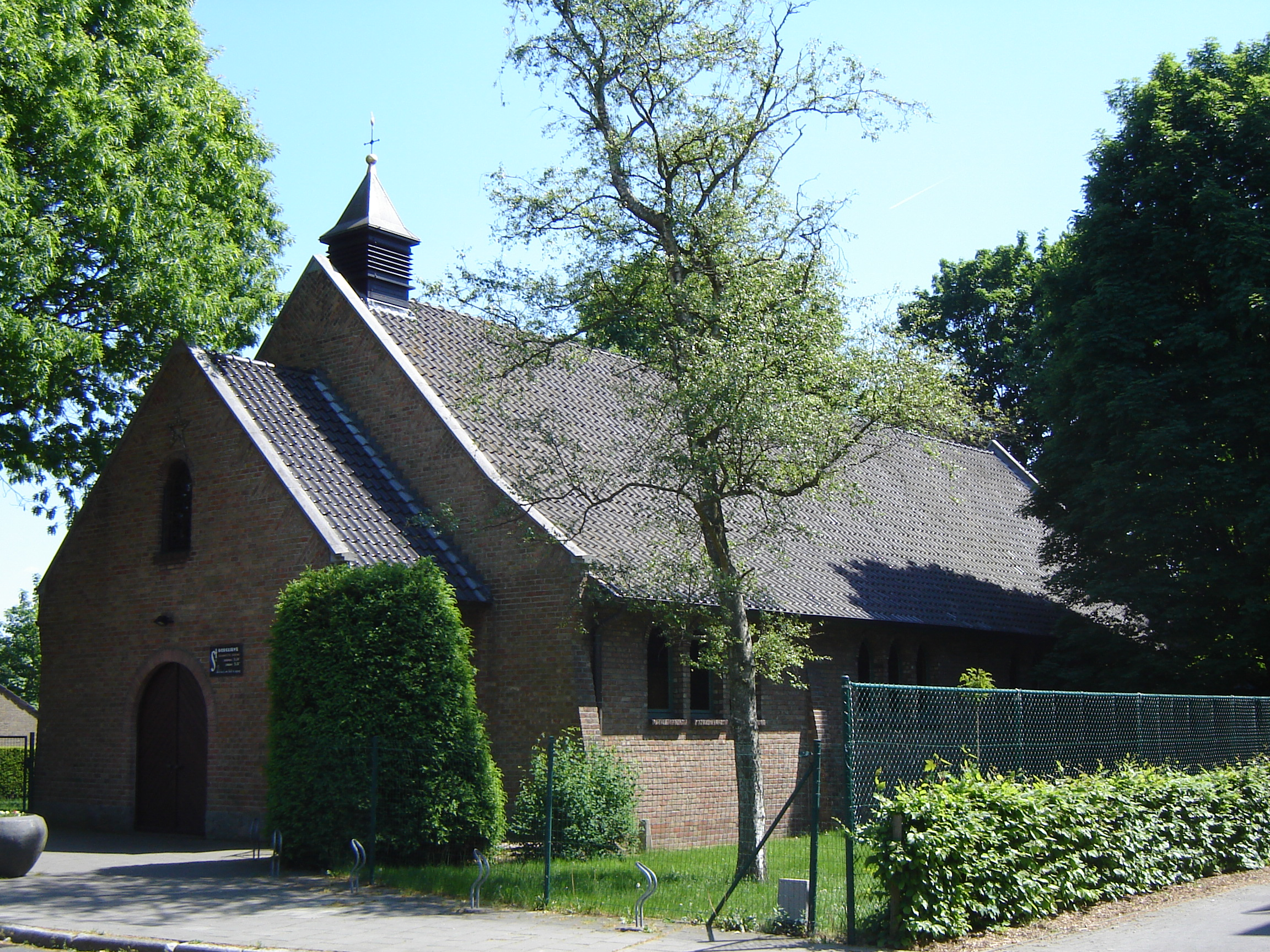
Sint-Godelievekerk (Westergem)

- De Sint-Catharinakerk op de Vroonstalledries. De kerk, de nabijgelegen pastorie en de dries zijn beschermd als monument en dorpsgezicht.
- Het Sint-Godelievekerkje in de wijk Westergem
- Het beschermde station Wondelgem langs spoorlijn 58 uit 1906 en omgeving
- De beschermde Hoeve Dossche en Hoeve Lootens
- Het Heemkundig museum
- Het domein Vyncke-Bovyn
- Het Kasteel de Ghellinck de Walle aan de Pieter Cieterslaan
- Het Kasteel Morek aan de Winkelstraat
- Diverse villa's en landhuizen, gebouwd door rijke Gentenaren

## Natuur en landschap
Wondelgem is volkomen verstedelijk en vastgegroeid aan de Gentse bebouwing. Ten oosten van Wondelgem ligt het Gentse havengebied. De hoogte bedraagt 5-9 meter.

## Waterlopen in Wondelgem

### De Lieve
Wondelgem wordt doorkruist door de overblijfselen van "De Lieve", ook wel "Liefke" genoemd. De Lieve was in de middeleeuwen van bijzonder belang voor Gent. Reeds in de 12e eeuw had Gent nood aan zeeverbinding om zijn handelsbetrekkingen te kunnen uitbreiden. Gent had toen al een bijzonder druk handelsverkeer van textiel met Engeland. In 1251 begon de stad Gent met het graven van de Lieve, vanaf de Leie aan het Gravensteen tot aan het Zwin in Damme. De Lieve was pas volledig klaar in 1269.
De Lieve was in totaal 45 km lang en kronkelde door het Vlaamse land en deed enkele, destijds, belangrijke handelsstadjes zoals Aardenburg en Sluis aan. De Lieve verloor zijn nut door de verzanding van het Zwin. De definitieve doodsteek voor de Lieve kwam er in 1547 door het graven van de Sassevaart onder keizer Karel V. De Lieve is de vandaag de dag niet meer bevaarbaar. Langs de oevers zijn echter prachtige fiets- en wandelpaden aangelegd.

### De Ringvaart
Door Wondelgem loopt ook de Ringvaart. De Ringvaart vormt een ring van 22 km rondom Gent. Via de Ringvaart kunnen binnenschepen vanaf de Zeeschelde in Melle het kanaal Gent-Terneuzen in Langerbrugge opvaren. In Wondelgem zijn langs de Ringvaart een groot aantal bedrijven gevestigd waarvoor de Ringvaart van groot economisch belang is.
Langs de oevers van de Ringvaart loopt tevens de autoweg R4, in Wondelgem "Industrieweg" genoemd, die een rechtstreekse verbinding vormt tussen Zwijnaarde en de grensovergang met Nederland (Sas-Van-Gent) in Zelzate.

### De Durme-Kale
Deze waterloop wordt voor de eerste maal vermeld in 694 onder de naam “Dormia”. Hij liep te midden van een alluviale vlakte en vormde aan weerszijden een brede strook van natuurlijke meersen, de Durme- of Kalemeersen. Hij ontsprong in de streek van Aalter, waar hij ook “Hoogkale” wordt genoemd en vloeide door het grondgebied van Bellem, Hansbeke, Zomergem, Merendree, Lovendegem en Vinderhoute. Hier vloeiden de Poekebeek of de Nederkale in de Durme. Hij loopt verder langs Evergem, Wondelgem, Langerbrugge en Rodenhuize tot in de Moervaart, die niet veel verder met de Durme samenvloeit en die op zijn beurt samenvloeit met de Schelde. De oorspronkelijke benaming Durme werd pas in de laatmiddeleeuwse periode verdrongen door de naam Kale. De verbinding met Evergem werd gemaakt door de Waalbrug of Evergembrug die in 1517 in steen werd herbouwd.

### De Schipgracht
Dit kanaal is ontstaan uit de Gundinis- of Wondelgemgracht. Ze was, buiten de Schelde de enige waterloop die naar de zee vloeide vanuit Gent. Het kanaal werd gegraven voor de turfaanvoer. Hij komt in te Gent uit de Leie en volgde de Ottogracht, Krommewal, Sluizeken en Meerhem en daarna vloeide hij door de velden van de Muide en tussen Meulestede en Wondelgem liep hij naar Langerbrugge toe. Men noemde hem evenwel Burggravenstroom op het ogenblik dat hij Langerbrugge verliet om zo door Kluizen, Ertvelde, Boechoute, te Biervliet in de zee uit te monden. De Sassevaart werd in 1547 in de bedding van de Schipgracht gegraven.
Over de Schipgracht lagen de Langerbrugge- en de Meulestedebrug.

### De Sassevaart
In 1547 kreeg deze stad van keizer Karel V de toelating om de Sassevaart te graven. Als bedding voor deze nieuwe kunstmatige verbinding werd de Schipgracht gekozen. In de 17e of 18e eeuw werd de loop van de Lieve onderbroken en rechtstreeks met de Sassevaart in verbinding gebracht. In de volgende eeuwen werd hij op verschillende plaatsen gedempt, vooral op de door Gent geannexeerde gebieden van Wondelgem.

### De Rietgracht
De Rietgracht was een waterloop die nagenoeg gans Gent omvloeide. De gracht scheidde in het noordwesten Vroonstalle-Marca en het oude Wondelgem, zodat het oude Wondelgem binnen het Vrije van Gent kwam te liggen. Hierop was de kerk van Wondelgem gelegen en de Burcht van de Schout. Beide gedeelten van de parochie Wondelgem werden verbonden door drie bruggen, één tussen de huidige Poperingestraat en Lindestraat, één tussen de Veronicastraat en Gentse Aardeweg en één tussen de Dracoenastraat en Kouterstraat. Momenteel is de Rietgracht grotendeels gedempt.

## Jeugd
Wondelgem kent enkele jeugdbewegingen. Scouts & Gidsen Brigands - De Kleine Prins in de Vroonstallestraat is de grootste. Daarnaast is er ook een FOS, De Tortels en Chiro De Kaproenen.
Wondelgem heeft ook verschillende muzikale jeugdbewegingen, zoals Jeugddrumband Sibemol Wondelgem en de Harmonie van Wondelgem.

## Evenementen
In Wondelgem gaan er vele evenementen door. De Driekoningenstoet met de keerskensommegang, trappistenbar en vele andere evenementen op de Hoeve. Sinds 2017 vindt ook het festival Woodrock plaats in Wondelgem. Woodrock ontsluierde het oude lusthof Vyncke-Bovyn voor het grote publiek en vindt elk jaar plaats op het einde van de zomervakantie.

## Openbaar vervoer in Wondelgem

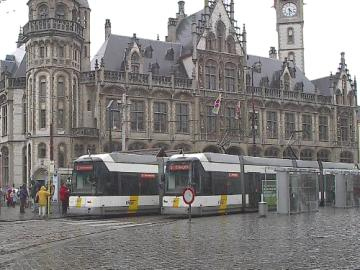
De tram van de Korenmarkt naar Wondelgem

Wondelgem heeft een treinstation op de spoorverbinding tussen Gent-Sint-Pieters en Eeklo (lijn 58).
Naast de trein doet ook de tram van De Lijn Wondelgem aan. Via de tramlijn 1 die door Wondelgem loopt is er een rechtstreekse verbinding met enerzijds met de eindhalte in Evergem, anderzijds met het centrum van Gent, het station Gent-Sint-Pieters en de eindhalte aan het evenementencomplex Flanders Expo. Ook de enige Gentse tramstelplaats is hier gelegen.
Ook enkele autobussen van De Lijn doen Wondelgem aan. Stadslijn 6 loopt van Mariakerke via Wondelgem en (Meulestede) naar de Haven en dan naar het centrum van Gent naar de sportcomplexen aan de Gentse Watersportbaan. Ook de streekbussen 52 (Gent-Boekhoute), 53 (Gent-Bassevelde), 54 (Gent-Doornzele), 55(Gent-Zelzate) 57 (Gent-Watervliet) en 58 (Gent-Brugge) doen Wondelgem aan.
Met de buslijn 5 in Wondelgem zijn ook het AZ St-Lucas en het UZ Gent bereikbaar.

## Bekende personen uit Wondelgem
- Zeger III van Gent (11??-1227), burggraaf
- François van Ryhove (1531-1585), baljuw en auteur
- Maximiliaan Antoon van der Noot (1685-1770), bisschop
- Emile Bedinghaus (1840-1904), plantkundige en schrijver
- Georges Buysse (1864-1916), kunstschilder
- Alfred Hamerlinck (1905-1993), wielrenner
- May Sarton (1912-1995), auteur
- Robert Van Eenaeme (1916–1959), wielrenner
- Léon Mokuna (1929-2020), voetballer
- Marcel Maes (1944-1997), wielrenner

## Nabijgelegen kernen
Mariakerke, Evergem, Gent, Belzele